# Klejtrup Musikefterskole
Klejtrup Musikefterskole (KME) ligger i landsbyen Klejtrup godt 10 km sydvest for Hobro. KME er en rendyrket musikefterskole, og målgruppen er unge i 9.- 10. klasse, der interesserer sig for musik. Der er både plads til begyndere og kommende professionelle, men det er et krav, at lysten til at spille eller synge er til stede.
Skolen er etableret i 1997 og er udvidet ad flere omgange. Således rummer den nu plads til 134 elever fordelt på tre værelses-gange. Derudover består faciliteterne blandt andet af to koncertsale, fem øvelokaler og et indspilningsstudie.
Der er et klaver eller flygel i samtlige undervisningslokaler samt i spisesalen og i koncertsalene. I spisesalens hyggehjørne er der sofaer og forskellige akustiske instrumenter, som eleverne bruger flittigt til jamsessions og fællessang.

## Skolens mål
Skolens mål er at forbedre elevernes kundskaber på såvel det boglige som det musiske område. Eleverne på skolen modtager undervisning i alle de traditionelle folkeskolefag, ligesom de går til terminsprøve og eksaminer og får karakterer.
Der er tillige mulighed for at vælge en særlig projektklasse uden karaktergivning og med hovedvægten lagt på studietekniske udfordringer og æstetiske læreprocesser. Her er undervisningen bygget op omkring fire tværfaglige projekter fordelt ud over året.

## Linjer og linjefag
På skolen er der tre obligatoriske musikfag: sammenspil, kor og SDS (Sang-Dans-Spil). I sammenspil kan man vælge mellem rytmisk og klassisk sammenspil. Udover de tre hovedfag kan eleverne vælge imellem en lang række andre musikfag: Musikteori, sangerlinje, bigband, jazz, rock, funk, world, impro, studieteknik, elektronisk, sangskrivning, vokalband, musikformidling og samba. Der vil endvidere være mulighed for en række mindre musikvalgfag i løbet af året, ligesom der også er valgfag, der henvender sig til dem, der ønsker andet end musik: Drama, dans, fodbold, meditation og løb.
Hvert år tager skolen på turné og på musikalsk udlandstur. Derudover laver eleverne to gange årligt en teaterforestilling og supplerer i øvrigt op med løbende enkeltkoncerter rundt omkring i det ganske land.